# Ismael Kirui
Pour les articles homonymes, voir Kirui.
Ismael Kirui, né le 20 février 1975 à Kapcherop, est un athlète kenyan spécialiste des courses de fond qui s'est illustré en remportant à deux reprises le titre de champion du monde du 5 000 mètres.

## Carrière sportive
Ismael Kirui fait ses débuts sur la scène internationale lors des Championnats du monde junior 1990 de Plovdiv, terminant à la deuxième place du 10 000 mètres derrière son frère aîné Richard Chelimo. Lors des Championnats du monde d'athlétisme 1993 à Stuttgart, il remporte la médaille d'or du 5 000 mètres avec le temps de 13 min 02 s 75 (nouveau record des Championnats), en devançant notamment l'Éthiopien Haile Gebrselassie. Âgé de 18 ans et 177 jours, Kirui devient à cette occasion le plus jeune athlète masculin titré lors d'un mondial d'athlétisme.
Il conserve sa couronne deux ans plus tard lors des Championnats du monde de Göteborg en réalisant 13 min 16 s 77 en finale du 5 000 m.

## Palmarès

### Championnats du monde
- Championnats du monde d'athlétisme 1993 à Stuttgart :
  -  Médaille d'or du 5 000 m
- Championnats du monde d'athlétisme 1995 à Göteborg :
  -  Médaille d'or du 5 000 m

### Championnats du monde junior
- Championnats du monde junior à Plovdiv :
  -  Médaille d'argent du 10 000 m

## Records personnels
| Épreuve  | Temps                  | Date         | Lieu         |
| -------- | ---------------------- | ------------ | ------------ |
| 3 000 m  | 7 min 39 s 82          | Berlin       | 27 août 1993 |
| 5 000 m  | 13 min 02 s 75 (ex-RM) | Stuttgart    | 16 août 1993 |
| 10 000 m | 27 min 06 s 59         | Bruxelles    | 25 août 1995 |
| 15 km    | 42 min 42              | La Courneuve | 3 mai 1998   |